# Phaeoporotheleum
Phaeoporotheleum es un género de hongos de la familia Cyphellaceae. El género contiene 2 especies distribuidas en Cuba y Argentina.